# История Бейлагана
Город Бейлаган расположен на Карабахской равнине, является административным центром Бейлаганского района Азербайджана.

## Предыстория
Территория нынешнего города расположен недалеко от слияния Куры и Аракса, в историческом регионе Арран на месте древнего города Байлакана. Байлакан находился на территории Каспианы, в древности являвшейся областью проживания каспиев. Согласно арабским источникам город был построен в период правления сасанидского царя Кавада I. В средневековье это был крупным торговым центром на пути из Кавказа на Ближний Восток. В VI веке город был неприступной крепостью, обнесённой вокруг огромной стеной шириной порядка 6 м, а также глубоким рвом шириной 40 м. 
В X—XI город находился в пределах владений курдской династии Шеддадидов. В 1221 году Байлакан подвергся нашествию татаро-монголов, население подверглось резне, а город подожгли.
Оренкала является остатками средневекового города Байлакан.

## Современный город
Нынешний город Бейлаган построен в 1403 году Тимуром на месте разрушенного Байлакана.
В советское время до 1939 года назывался посёлок при Мильском совхозе №5. В 1939 году был переименован в Ждановск в честь советского партийного деятеля Андрея Жданова. 24 ноября 1939 года был образован Ждановский район, а 4 января 1963 года упразднен. Территория города была передана Имишлинскому району. 6 января 1965 года район был восстановлен.
В 1989 году городу было возвращено старое название Бейлагана.